# Déplacement de population provoqué par le développement
 (janvier 2022).
La mise en forme du texte ne suit pas les recommandations de Wikipédia : il faut le « wikifier ».
Les points d'amélioration suivants sont les cas les plus fréquents. Le détail des points à revoir est peut-être précisé sur la page de discussion.
- Les titres sont pré-formatés par le logiciel. Ils ne sont ni en capitales, ni en gras.
- Le texte ne doit pas être écrit en capitales (les noms de famille non plus), ni en gras, ni en italique, ni en « petit »…
- Le gras n'est utilisé que pour surligner le titre de l'article dans l'introduction, une seule fois.
- L'italique est rarement utilisé : mots en langue étrangère, titres d'œuvres, noms de bateaux, etc.
- Les citations ne sont pas en italique mais en corps de texte normal. Elles sont entourées par des guillemets français : « et ».
- Les listes à puces sont à éviter, des paragraphes rédigés étant largement préférés. Les tableaux sont à réserver à la présentation de données structurées (résultats, etc.).
- Les appels de note de bas de page (petits chiffres en exposant, introduits par l'outil «  Source ») sont à placer entre la fin de phrase et le point final[comme ça].
- Les liens internes (vers d'autres articles de Wikipédia) sont à choisir avec parcimonie. Créez des liens vers des articles approfondissant le sujet. Les termes génériques sans rapport avec le sujet sont à éviter, ainsi que les répétitions de liens vers un même terme.
- Les liens externes sont à placer uniquement dans une section « Liens externes », à la fin de l'article. Ces liens sont à choisir avec parcimonie suivant les règles définies. Si un lien sert de source à l'article, son insertion dans le texte est à faire par les notes de bas de page.
- La présentation des références doit suivre les conventions bibliographiques. Il est recommandé d'utiliser les modèles {{Ouvrage}}, {{Chapitre}}, {{Article}}, {{Lien web}} et/ou {{Bibliographie}}. Le mode d'édition visuel peut mettre en forme automatiquement les références.
- Insérer une infobox (cadre d'informations à droite) n'est pas obligatoire pour parachever la mise en page.

Pour une aide détaillée, merci de consulter Aide:Wikification.
Si vous pensez que ces points ont été résolus, vous pouvez retirer ce bandeau et améliorer la mise en forme d'un autre article.
Le déplacement de population provoqué par le développement et les réinstallations (DIDR) se produit lorsque des personnes sont contraintes de quitter leur foyer, dans le cadre d’une migration forcée à cause des projets de développement. Dans le passé, ce déplacement a été lié à la construction de barrages hydroélectriques et d’irrigation, mais il peut également résulter de divers projets de développement tels que l’exploitation minière, l’agriculture, la création des bases militaires, la construction d’aéroports, l’aménagement des parcs industrielles, l’aménagement des terrains d’essais, la construction des lignes de chemins de fer, l’aménagement routier, l’urbanisation, les projets visant la conservation de la biodiversité.
Le déplacement de population provoqué par le développement constitue un problème social qui touche toutes les couches de la société, des villages aux zones les plus urbanisées. Dans le pays en voie de développement, le développement est souvent perçu comme synonyme de modernisation et de croissance économique. Néanmoins, ce phénomène entraîne plus souvent chez les personnes déplacées de la pauvreté,.
La classification des personnes déplacées pour des raisons liées au développement (DIDR) : les réfugiés, les personnes déplacées à l’intérieur de leur pays repose essentiellement sur le type d’aide que reçoit chaque catégorie. Par exemple, les réfugiés et les personnes déplacées à l’intérieur de leur pays ont généralement besoin d’une protection internationale, mais aussi d’une assistance après avoir fui la violence et la persécution. Les personnes déplacées à cause des projets de développement ont non seulement besoin d’un rétablissement de leur condition économique, mais également de la protection de l’État,.

## Types de déplacement
Le déplacement primaire ou direct : c’est lorsque des personnes se déplacent de leur terre traditionnelle pour des causes de projet de développement, ou lorsqu’ils se déplacent vers une zone afin de satisfaire un besoin en main d’œuvre. Ce type de déplacement est prévisible. En principe donc ses effets peuvent être atténués grâce à la planification.
Concernant le déplacement secondaire ou indirect découle des conséquences socio-politiques, géographiques et environnementales d’un projet de développement qui se déroule dans le temps et n’ayant pas de lien avec le projet initial. Ce type de déplacement est moins prévisible, car il est difficile à contrôler. Un exemple de déplacement secondaire, c'est lorsqu’une communauté est forcée à se déplacer à cause de la pollution de l’eau causée par l’exploitation minière.
Voici quelques exemples de déplacements induits par le développement :
- Le barrage des Trois Gorges en Chine - Un barrage hydroélectrique sur le fleuve Yangtze en Chine construit entre 1994 et 2006, qui a entraîné le déplacement de plus de 1,4 million de personnes à travers des déplacements primaires et secondaires[6].
- Barrage de Sardar Sarovar en Inde - Le plus grand barrage du projet de la vallée de la Narmada, qui a pour conséquence le déplacement de plus de 40 000 personnes. Le barrage a été à l'origine des protestations organisées par des organisations environnementales et des communautés tribales dans les années 1980 et 1990[7].
- Mine de l'Ahafo (en) au Ghana - Une mine à ciel ouvert qui a provoqué le déplacement d' environ 10 000 personnes en 2005 et 2006. La plupart des personnes déplacées exerçaient l'agriculture vivrière ou de subsistance, mais la société minière, Newmont, leur a refusé toute compensation à la suite de leur déplacement[8].
- Sanctuaire faunique de Kuno en Inde - Entre 1999 et 2003, 24 villages ont été déplacés à l'occasion de la réintroduction du lion asiatique dans la région. Le relogement et l'application des limites de la forêt ont perturbé les liens sociaux et économiques entre les personnes déplacées et la communauté d'accueil[9].
- Pacific Park/Atlantic Yards aux États-Unis - Un développement à usage mixte dans la ville de New York dont la construction a commencé en 2010, impliquant des expropriations, la destruction de 12 bâtiments et l'ouverture de plusieurs procès[10].

## Effets
D’après les estimations, quinze millions de personnes sont contraints, chaque année, à quitter leur foyer en raison des projets de développement publics et privés. Et ce nombre continue d’évoluer selon que les pays passent du stade de pays en développement à celui de pays développés,.
Les politiques de compensation et de réhabilitation conçues pour atténuer les effets du déplacement sont souvent vouées à l’échec. Cela est dû en grande partie à la corruption des bureaucrates de la rue, à la sous-estimation des ressources de qualité, à l’échec des autorités à saisir la complexité des conditions économiques et sociales des personnes déplacées, mais aussi à la non-implication de ces derniers dans le processus de la planification. Le plus souvent, les victimes ne bénéficient que d'une compensation financière sans la mise en place des mécanismes appropriés capables de satisfaire leurs doléances ou une politique visant à améliorer leurs conditions. En effet, les terres allouées aux victimes en guise de dédommagement sont souvent inappropriées en termes de taille de, de localisation, et de ressources naturelles. Les législations sur le régime foncier peuvent aussi être à l’origine de l’inefficacité des politiques de relogement. Les indigènes et les populations défavorisées sont les plus impactés par le déplacement, car ils disposent de ressources économiques et politiques limitées.
Le modèle d’appauvrissement et de déconstruction de Michael Cernea établi huit éventuels risques de déplacement :  
1. perte de terres
2. perte d’emplois
3. perte du domicile
4. marginalisation,
5. augmentation de la morbidité et de la mortalité
6. insécurité alimentaire
7. La perte de l’accès aux ressources et aux services collectifs
8. La désagrégation sociale

Selon les chercheurs, l’appauvrissement résultant d’une perte de capacité à générer des revenus est la conséquence majeure du déplacement pour cause de développement et de réinstallation. En outre, le déplacement rompt les liens qui sont souvent essentiels pour la survie des communautés autochtones. En effet, le fait de se déconnecter avec les lieux historiques, religieux et symboliques à cause de la migration forcée provoque la perte de l’identité culturelle. Les personnes déplacées pour cause de développement tels que les réfugiés et les personnes déplacées à l’intérieur de leur propre pays subissent un traumatisme psychologique et éprouve un sentiment d’impuissance et de méfiance envers leur gouvernement et les associations humanitaires, alors que l’État est censé garantir leur protection en tant que des citoyens égaux.
Ces déplacements touchent les femmes de façon disproportionnée car la perte des terres qu'elles utilisaient pour générer une valeur économique marginalise davantage leur statut socio-économique, car elles deviennent plus dépendantes de leur époux.

## Politique et atténuation
Le travail des sociologues et des anthropologues étudiant les populations déplacées a progressivement débouché sur un ensemble de connaissances théoriques et conceptuelles. Les acteurs du développement ont finalement été contraints de se baser sur les travaux des sociologues pour concevoir des plans de réinstallation.
Une politique de réinstallation peut être initiée par l'État, les associations régionales, les sociétés de développement privées, les ONG, les grandes institutions financières et les Nations unies. Quelle que soit la source de cette politique, la participation des autorités locales à toutes les étapes du processus de planification est cruciale afin de réduire les impacts négatifs. Les politiques adoptées par les grandes institutions financières (notamment la Banque mondiale et l'OCDE), les ONG (The Brookings Institution) et la Commission mondiale des barrages donnent des directives pour la réinstallation des personnes déplacées par le développement. La mise en œuvre de ces politiques fait souvent défaut et, à cause de l'absence d'une volonté politique, les directives sont généralement inefficaces. La participation de l'État dépend de la volonté politique, mais la position précaire de l'État en tant que "joueur et arbitre" fait que les personnes déplacées sont peu protégées,.
En 1998, les Nations unies ont reçu les Principes directeurs relatifs au déplacement de personnes à l'intérieur de leur propre pays, un ensemble de directives proposées par un groupe de juristes identifiant les droits des personnes déplacées à l'intérieur de leur propre pays. Ces principes directeurs stipulent que l'État doit garantir la protection des droits de ses citoyens contre les effets du déplacement provoqué par le développement. Si l'État ne parvient pas à protéger les droits des DIDR, les lignes directrices stipulent que la communauté internationale doit réagir,. En 2002, le Bureau des Nations unies pour la coordination des affaires humanitaires a établi une unité IDP pour enquêter sur les cas de DIDR. Il n'existe actuellement aucune loi internationale applicable régissant les DIDR.